# Serviès-en-Val
Serviès-en-Val é uma comuna francesa na região administrativa de Occitânia, no departamento de Aude. Estende-se por uma área de 6,5 km². Em 2010 a comuna tinha 211 habitantes (densidade: 32,5 hab./km²).